# Kampung Tengah (Pesisir Bukit)
Kampung Tengah is een bestuurslaag in het regentschap Sungai Penuh van de provincie Jambi, Indonesië. Kampung Tengah telt 1081 inwoners (volkstelling 2010).